# Мукаши
Мукаши́ (каз. Мұқашы) — село у складі Зайсанського району Східноказахстанської області Казахстану. Входить до складу Карабулацького сільського округу.
Населення — 6 осіб (2021; 56 у 2009, 95 у 1999, 116 у 1989).
Національний склад станом на 1989 рік:
- казахи — 100 %

Станом на 1989 рік село називалось Мукаші.